# Les Baccarets
Les Baccarets sont un hameau de Cintegabelle en Haute-Garonne.

## Culture et festivités
Le hameau est surtout connu dans toute la région de Toulouse grâce à sa fête locale, qui a lieu tous les ans à la fin du mois d'août. 
Elle a lieu à la salle des fêtes du hameau, à côté de l'église et du terrain de tennis, très exactement au lieu-dit "Les Baccarets d'en bas".
D'une durée de quatre jours, elle draine les gens des villages alentour, à commencer par Cintegabelle, Auterive et Gaillac-Toulza.
Pendant ces jours de fête, de nombreux concours sont organisés (pétanque en doublette et en triplette, belote, etc.), le tout sous l'égide du comité des fêtes des Baccarets, toujours prompt à mettre l'ambiance. Point d'orgue de cette fiesta, le dimanche soir. Autour d'un plat de tapas, les gens se rassemblent dans le grand chapiteau. Le repas est animé d'une banda, mais surtout par les fêtards, qui n'hésitent pas un seul instant à chanter debout sur les tables ou les bancs (parfois au point de les casser), ou à faire l'aviron au son de l'hymne de Bayonne.
Dans la soirée, c'est ensuite le groupe Mach Prod Event qui prend le relais de la banda, pour faire danser les gens jusqu'au bout de la nuit, aux sons des tubes les plus connus des chansons paillardes, tels que la Simca 1000 des Chevaliers du Fiel ou de la non moins célèbre "Boîteuse", connue jusque dans le Nord de la France.
Le groupe n'hésite pas à faire venir des personnes du comité des fêtes, les costumant pour imiter les chanteurs les plus connus, comme Claude François ou Dalida, pour faire un peu plus le show dans la salle des fêtes des Baccarets.
Grâce à l'ambiance mise dans tout le hameau par les villageois mais aussi par les musiciens, le nombre de personnes présentes le jour des tapas est en augmentation croissante depuis 2009. C'est désormais le rendez-vous du début de saison de la JS Cintegabelle, très souvent éliminée de la coupe de France quelques heures plus tôt, et qui vient donc oublier la défaite autour d'un bon pichet de sangria, afin notamment de faire le bilan de la rencontre.